# Al-Sadaqua Walsalam Stadium
Das al-Sadaqua Walsalam Stadium (von arabisch الصداقة والسلام, DMG aṣ-Ṣadāqa wa-s-Salām ‚die Freundschaft und der Frieden‘) ist ein multifunktionelles Stadion in Adailiya in Kuwait-Stadt, Emirat Kuwait. Es wird meistens für Fußballspiele benutzt. Das Stadion bietet 21.000 Zuschauern Platz. Es ist das zweitgrößte Stadion in Kuwait und das Heimstadion des Kazma SC in der Kuwaiti Premier League. Das Stadion beheimatete viele Finals des Kuwait Emir Cup und des Kuwait Crown Prince Cup. Außerdem wurden schon zwei Turniere des Golfpokals ausgetragen, das erste 1990, den die Kuwaitische Fußballnationalmannschaft gewann und den zweiten im Jahr 2003, den Kuwait auf Platz 6 beendete. Im November 2013 fand das Finale des AFC Cups 2013 zwischen dem al Kuwait SC und al Qadsia Kuwait statt. Außerdem wurde hier die Fußball-Westasienmeisterschaft 2012 ausgetragen.